# The Shocking Miss Emerald
The Shocking Miss Emerald — второй студийный альбом голландской джазовой певицы Каро Эмеральд, выпущенный 3 мая 2013 года на лейблах Grandmono и Dramatico. Диск стал № 1 в Великобритании (впервые в карьере певицы после 4-го места её дебютного диска в 2010 году).

## Об альбоме
Альбом вышел 3 мая 2013 года в Нидерландах, а 6 мая состоялся релиз в Великобритании. В итоге диск возглавил хит-парады Великобритании (UK Albums Chart, став там первым на вершине чарта для певицы, после 4-го места её дебютного диска в 2010 году; а также № 1 в UK Independent Album Chart и в UK Jazz & Blues Charts), Шотландии (Scottish Albums Chart) и Голландии (Dutch Albums Chart). Альбом получил положительные отзывы таких изданий, как The Independent и Daily Express.
Выходу альбома предшествовал успешный выход видеоклипа «Tangled Up» (первого сингла с диска), произошедший впервые 8 марта 2013 года на YouTube продолжительностью 3 минуты и 23 секунды (более 800 тыс. просмотров). Сам сингл вошёл в двадцатку лучших песен в Нидерландах (Mega Single Top 100) и Италии (FIMI).

## Список композиций
| №   | Название               | Автор(ы)                                                                 | Продюсеры                         | Длительность |
| --- | ---------------------- | ------------------------------------------------------------------------ | --------------------------------- | ------------ |
| 1.  | «Miss Emerald: Intro»  | Jules Buckley                                                            |                                   | 0:39         |
| 2.  | «One Day»              | David Schreurs, Vincent Degiorgio                                        |                                   | 4:32         |
| 3.  | «Coming Back As a Man» | Schreurs, Degiorgio, Jan Van Wieringen, Robin Veldman, Wieger Hoogendorp |                                   | 3:34         |
| 4.  | «Tangled Up»           | Schreurs, Degiorgio, Guy Chambers                                        | Jan Van Wieringen, David Schreurs | 3:17         |
| 5.  | «Completely»           | Caroline Van Der Leeuw, Schreurs, Degiorgio, Hoogendorp                  |                                   | 2:29         |
| 6.  | «Black Valentine»      | Schreurs, Degiorgio, Van Wieringen, Veldman, Hoogendorp,                 |                                   | 5:03         |
| 7.  | «Pack Up the Louie»    | Schreurs, Degiorgio                                                      |                                   | 3:33         |
| 8.  | «I Belong To You»      | Schreurs, Degiorgio, Carl Sigman, Bert Kaempfert, Herbert Rehbein        |                                   | 3:27         |
| 9.  | «The Maestro»          | Van Der Leeuw, Schreurs, Degiorgio, Van Wieringen, Daan Herweg           |                                   | 2:37         |
| 10. | «Liquid Lunch»         | Schreurs, Degiorgio, Van Wieringen, Veldman, Hoogendorp                  |                                   | 3:59         |
| 11. | «Excuse My French»     | Schreurs, Degiorgio                                                      |                                   | 3:52         |
| 12. | «Paris»                | Van Der Leeuw, Schreurs, Degiorgio, Hoogendorp                           |                                   | 4:47         |
| 13. | «My 2 Cents»           | Van Der Leeuw, Schreurs, Degiorgio                                       |                                   | 3:45         |
| 14. | «The Wonderful In You» | Van Der Leeuw, Degiorgio, Hoogendorp                                     |                                   | 3:10         |

## Позиции в чартах

### Альбом
| Чарт (2013)                     | Высшая позиция |
| ------------------------------- | -------------- |
| Belgian Albums Chart (Flanders) | 72             |
| Dutch Albums Chart              | 1              |
| Irish Albums Chart              | 71             |
| Scottish Albums Chart           | 1              |
| UK Albums Chart                 | 1              |

## История релизов
| Регион         | Дата       | Лейбл                        | Формат               |
| -------------- | ---------- | ---------------------------- | -------------------- |
| Нидерланды     | 3 мая 2013 | Grandmono Records            | CD, digital download |
| Великобритания | 6 мая 2013 | Grandmono Records, Dramatico | CD, digital download |